# Pal licho! (singel)
Pal licho! – singel polskiego piosenkarza Wiktora Dyduły z jego debiutanckiego albumu studyjnego, zatytułowanego Pal licho!. Singel został wydany 29 grudnia 2022.
Kompozycja znalazła się na 21. miejscu listy OLiA, najczęściej odtwarzanych utworów w polskich rozgłośniach radiowych.

## Geneza utworu i historia wydania
Utwór napisali i skomponowali Wiktor Dyduła oraz Piotr Pluta, który również odpowiada za produkcję piosenki.
Singel ukazał się w formacie digital download 29 grudnia 2022 w Polsce za pośrednictwem wytwórni płytowej Polydor Records w dystrybucji Universal Music Polska. Piosenka została umieszczona na debiutanckim albumie studyjnym Wiktora Dyduły – Pal licho!.
23 sierpnia 2023 singel został zaprezentowany telewidzom stacji TVN podczas koncertu #Great Moments na Top of the Top Sopot Festival 2023.

## „Pal licho!” w stacjach radiowych
Nagranie było notowane na 21. miejscu w zestawieniu OLiA, najczęściej odtwarzanych utworów w polskich rozgłośniach radiowych.

## Teledysk
Do utworu powstał teledysk w reżyserii Michała Sierakowskiego, który udostępniono w dniu premiery singla za pośrednictwem serwisu YouTube.

## Lista utworów
- Digital download[3]

1. „Pal licho!” – 2:32

## Notowania

### Pozycje na listach airplay
| Kraj   | Lista                          | Najwyższa pozycja |
| ------ | ------------------------------ | ----------------- |
| Polska | OLiS – oficjalna lista airplay | 21                |